# Floresta Nacional de Jacundá

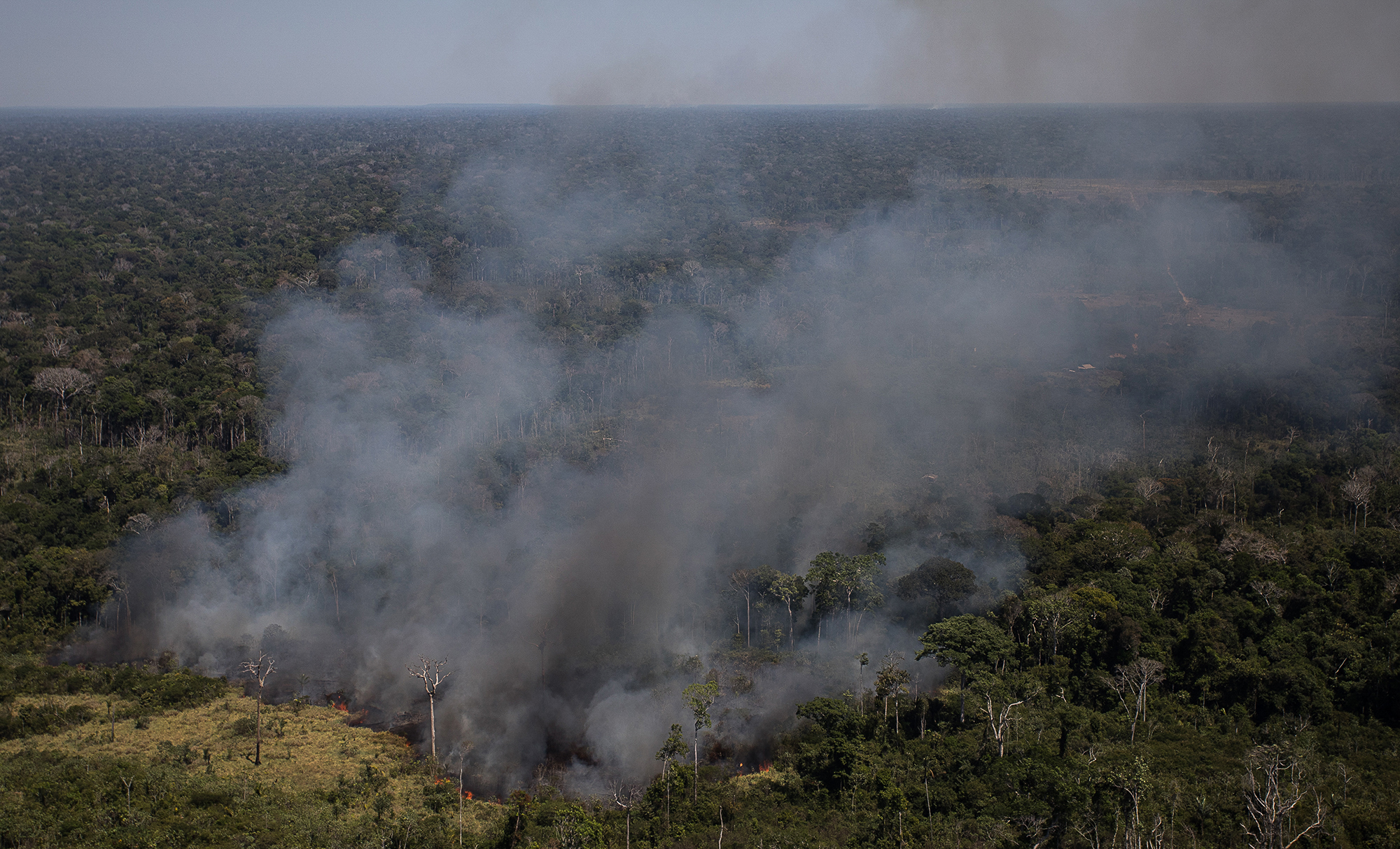
Imagem aérea de queimada próxima à Flona do Jacundá, em Rondônia

Floresta Nacional de Jacundá ou FLONA de Jacundá foi criada pelo decreto presidencial (art. 84, IV, CF e art. 17 da Lei n. 9.985-00) de 1 de dezembro de 2004. Localiza-se no município de Porto Velho em Rondônia e tem área de 221 217,62 hectares. Pertence ao bioma amazônico.